# Pablo Morales
Pablo Morales (Chicago, 5 de dezembro de 1964) é um nadador dos Estados Unidos, campeão olímpico e mundial nos 100 metros borboleta.
Foi recordista mundial dos 100m borboleta entre junho e julho de 1984, e entre 1986 e 1995.